# یولاپانه
یولاپانه (به لاتین: Ulapane) یک منطقهٔ مسکونی در سری‌لانکا است که در استان مرکزی (سری‌لانکا) واقع شده‌است.